# Mycomya longdeana
Mycomya longdeana är en tvåvingeart som beskrevs av Wu och Yang 1994. Mycomya longdeana ingår i släktet Mycomya och familjen svampmyggor. Inga underarter finns listade i Catalogue of Life.